# Comté de Graves
Le comté de Graves est un comté de l'État du Kentucky, aux États-Unis, fondé en 1824. Son siège est basé à Mayfield.